# Мельбурн, Джейд
Джейд Ме́льбурн (англ. Jade Melbourne; род. 18 августа 2002 года, Траралгон, штат Виктория, Австралия) — австралийская профессиональная баскетболистка, выступает в женской национальной баскетбольной ассоциации за команду «Вашингтон Мистикс». Она была выбрана на драфте ВНБА 2022 года в третьем раунде под общим тридцать третьим номером клубом «Сиэтл Шторм». Играет на позиции разыгрывающего защитника. В настоящее время также выступает в женской национальной баскетбольной лиге за команду «Канберра Кэпиталз».
В составе национальной сборной Австралии она стала бронзовым призёром Олимпийских игр 2024 года в Париже и чемпионата Азии 2021 года в Аммане, выиграла серебряные медали чемпионата мира среди девушек до 19 лет 2021 года в Венгрии, стала победительницей чемпионата Азии среди девушек до 16 лет 2017 года в Индии, а также стала бронзовым призёром чемпионата мира среди девушек до 17 лет 2018 года в Беларуси.

## Ранние годы
Родилась 18 августа 2002 года в городе Траралгоне (штат Виктория) в семье Бретта и Шэрон Мельбурнов; у неё есть две младшие сестры. В детстве, помимо баскетбола, увлекалась футболом.

## Карьера
Родилась 18 августа 2002 года в Траралгоне, Виктория, Австралия. В раннем детстве занималась футболом, однако бросила его после неудачного подката со стороны соперницы, завершившегося сотрясением мозга.

### Клубная
В возрасте двенадцати лет начала заниматься в клубе «Траралгон-Тандербёрдс». В сезоне 2017/18 региональной лиги дебютировала во взрослой команде. В финальном матче первенства набрала 22 очка против «Мо», обеспечив команде победу со счётом 77—73. Всего за сезон сыграла в десяти играх, в которых в среднем набирала 16,8 очка за игру. В 2018 году стала игроком клуба второй лиги «Латроб-Сити-Энерджи», сыграв за команду в тринадцати играх и набирая в среднем по 15 очков за игру.
В 2020 году перешла в клуб «Канберра Кэпиталз». 15 ноября забросила первый мяч с игры во время второго для себя матча против «Таунсвилл Файр» (78—67). В дебютном сезоне сыграла в четырнадцати играх, набирая в среднем 8,3 очка, совершая 2,4 подбора и две результативные передачи. Заняла четвёртое место в команде по передачам и минутам, сыгранным за матч, и пятое место по результативности. По окончании сезона намеревалась поступить в университет Аризоны, однако позднее передумала и продлила контракт с «Кэпиталз». В сезоне 2021/22 сыграла в 16 из 18 игр, в которых в среднем набирала 9,3 очка, совершала 2,4 подбора, 1,2 передачи, 1,3 перехвата и получала 20,9 минуты игрового времени. В команде же заняла пятое место по количеству набранных очков, перехватов и минут, проведённых на площадке, шестое — по передачам и седьмое — по подборам. Все игры начинала со скамейки запасных, в 13 играх провела на площадке более 18 минут. По итогам чемпионата заняла третьи места в номинациях «Лучший шестой игрок ЖНБЛ» и «Лучший молодой игрок ЖНБЛ». В сезоне 2022/2023 сыграла в 19 матчах, набирая в среднем 13,4 очка, совершая 5,8 подбора и шесть результативных передач.
Была выбрана на драфте ВНБА 2022 года в третьем раунде под общим тридцать третьим номером командой «Сиэтл Шторм». В феврале 2023 года присоединилась к команде, подписав четырёхлетний контракт на сумму около 270 тыс. долларов США. В своём дебютном сезоне сыграла в 29 матчах и набирала в среднем 2,8 очка и 1,2 передачи за матч. 11 мая 2024 года стала игроком «Вашингтон Мистикс». В первом сезоне сыграла в 37 играх, набирая в среднем 5,4 очка и делая 1,6 передачи за матч. 9 июня 2024 года в матче против «Нью-Йорк Либерти» набрала 21 очко за 14 минут, сыгранных на паркете.

### В сборной
В 2016 году стала победительницей чемпионата Азии среди девушек до 16 лет в Индии, а также выиграла бронзовые медали чемпионата мира среди девушек до 17 лет в Белоруссии, являясь самым молодым игроком команды. В матче за бронзу против сборной Венгрии (57—51) набрала четыре очка и сделала четыре подбора за 14 минут игрового времени, при этом совершив один результативный бросок с игры и два с линии штрафного броска. В 2021 году представляла Австралию на чемпионате мира среди девушек до 19 лет, являясь вторым по возрасту игроком в команде. Сыграла во всех семи играх, в которых набирала в среднем 12,6 очка, совершала пять подборов, 3,4 результативных передачи, один перехват; проводила на паркете в среднем 29,6 минуты. По результатам турнира включена в пятёрку всех звёзд, заняв четвёртое место по количеству подборов и пятое — по перехватам.
Осенью 2021 года дебютировала в составе национальной сборной Австралии на чемпионате Азии в Аммане. Сыграла во всех шести играх, стала обладательницей бронзовой медали; в среднем набирала 3,2 очка и получала 7,9 минуты игрового времени. В 2024 году в рамках Олимпийских игр в Париже завоевала бронзовые медали, сыграв в шести матчах турнира.